# 스페르미온
입자물리학에서 스페르미온(영어: sfermion)은 페르미 입자의 초대칭짝으로써 스핀이 0이다. 초대칭으로 확장된 표준 모형에 따르면, 입자들은 스핀이 1⁄2차이나는 초입자를 가진다. 표준모형에서 페르미온의 스핀은 1⁄2이지만 스페르미온의 스핀은 0이다.
스페르미온(sfermions)의 이름은 페르미온의 초대칭짝 이름앞에 s를 붙여 만들며, 이는 곧 스칼라 보스 입자를 의미한다. 예를 들자면 전자(electron)의 초대칭짝은 셀렉트론이며, 위 쿼크(up quark)의 초대칭짝은 스칼라 위 쿼크(sup suark)라고 부른다.
초대칭입자는 표준모형에서 그 짝이 가지는 순번을 그대로 가진다. 이는 곧 입자-초대칭짝입자의 쌍은 같은 색전하와 약한 아이소스핀, 전하, 초전하를 가진다는 것이다. 붕괴되지 않은 초대칭 상태에서 이 쌍은 같은 질량을 가진다. 하지만 이 경우에 초대칭입자는 이미 발견되었을 것이기 때문에 그렇지 않다는 것을 알 수 있다. 따라서 입자와 초대칭입자는 질량이 다르며, 이 상황을 가리켜 대칭성이 붕괴됐다고 한다.

## 기본적인 스페르미온

### 스쿼크
스쿼크는 쿼크의 초대칭짝이다.
| 스쿼크             | 기호                         | 쿼크        | 기호              |
| ------------------ | ---------------------------- | ----------- | ----------------- |
| 1세대              |                              |             |                   |
| 스칼라 위 쿼크     | {\displaystyle {\tilde {u}}} | 위 쿼크     | {\displaystyle u} |
| 스칼라 아래 쿼크   | {\displaystyle {\tilde {d}}} | 아래 쿼크   | {\displaystyle d} |
| 2세대              |                              |             |                   |
| 스칼라 맵시 쿼크   | {\displaystyle {\tilde {c}}} | 맵시 쿼크   | {\displaystyle c} |
| 스칼라 기묘 쿼크   | {\displaystyle {\tilde {s}}} | 기묘 쿼크   | {\displaystyle s} |
| 3세대              |                              |             |                   |
| 스칼라 꼭대기 쿼크 | {\displaystyle {\tilde {t}}} | 꼭대기 쿼크 | {\displaystyle t} |
| 스칼라 바닥 쿼크   | {\displaystyle {\tilde {b}}} | 바닥 쿼크   | {\displaystyle b} |

### 슬렙톤
슬렙톤은 렙톤의 초대칭짝이다.
| 슬렙톤                | 기호                                    | 렙톤            | 기호                         |
| --------------------- | --------------------------------------- | --------------- | ---------------------------- |
| 1세대                 |                                         |                 |                              |
| 스엘렉트론            | {\displaystyle {\tilde {e}}}            | 전자            | {\displaystyle e}            |
| 스엘렉트론 스뉴트리노 | {\displaystyle {\tilde {\nu }}_{e}}     | 전자 중성미자   | {\displaystyle \nu _{e}}     |
| 2세대                 |                                         |                 |                              |
| 스뮤온                | {\displaystyle {\tilde {\mu }}}         | 뮤온            | {\displaystyle \mu }         |
| 스뮤온 스뉴트리노     | {\displaystyle {\tilde {\nu }}_{\mu }}  | 뮤온 중성미자   | {\displaystyle \nu _{\mu }}  |
| 3세대                 |                                         |                 |                              |
| 스타우온              | {\displaystyle {\tilde {\tau }}}        | 타우온          | {\displaystyle \tau }        |
| 스타우 스뉴트리노     | {\displaystyle {\tilde {\nu }}_{\tau }} | 타우온 중성미자 | {\displaystyle \nu _{\tau }} |

## 같이 보기
- 최소 초대칭 표준 모형

## 참고 문헌
- Martin, Stephen, P. (2011). “A Supersymmetry Primer”. 《Advanced Series on Directions in High Energy Physics》 18: 1–98. arXiv:hep-ph/9709356. doi:10.1142/9789812839657_0001. ISBN 978-981-02-3553-6. S2CID 118973381.